# Мингора
Мингора (пушту مینګورہ‎) — город в пакистанской провинции Хайбер-Пахтунхва, крупнейший населённый пункт в долине Сват.

## География
Центр города располагается на высоте 908 м над уровнем моря.

## История

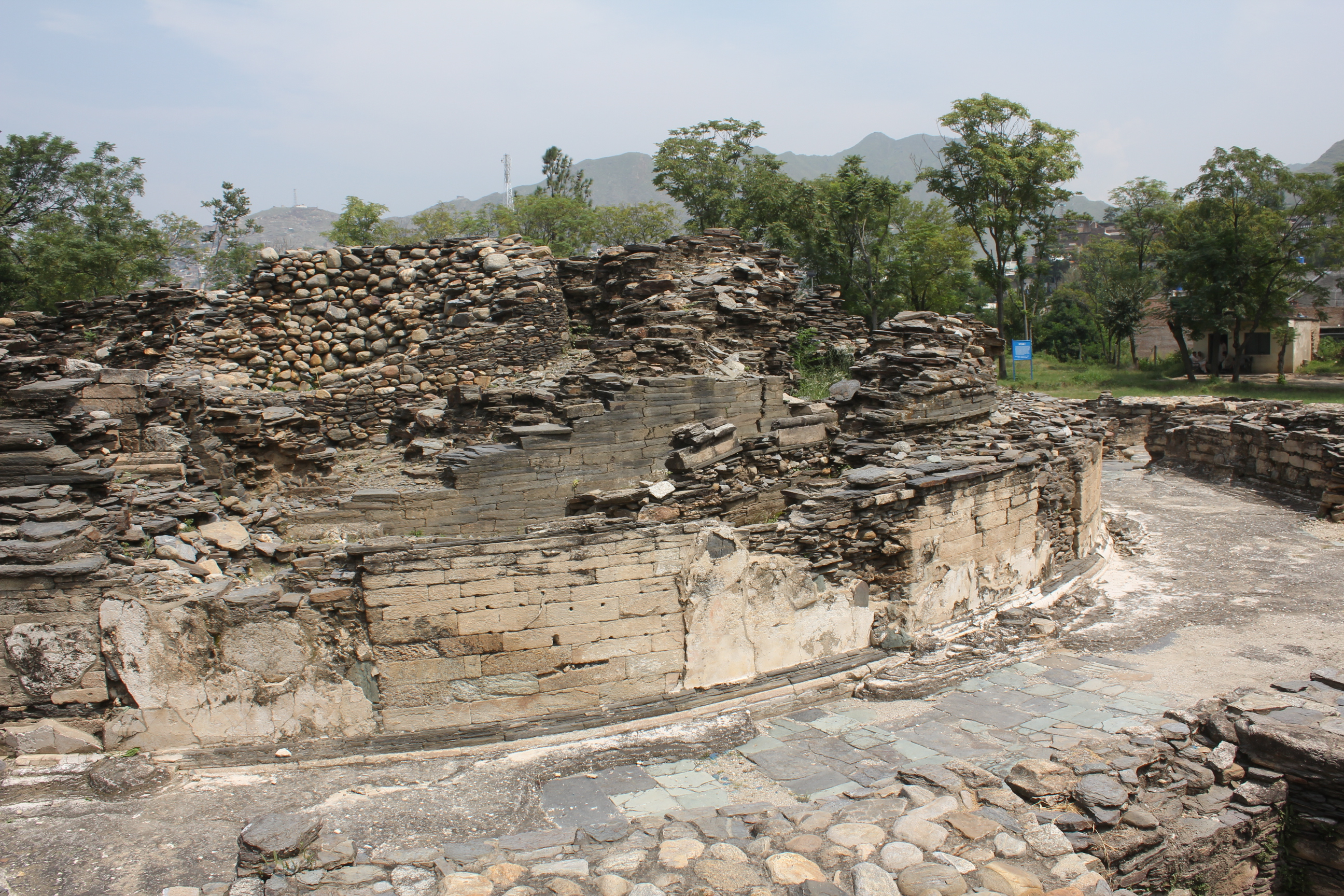
Остатки буткарской ступы

В Ло Банре, Буткаре II (Butkara II) и Маталае (Matalai) итальянские археологи обнаружили 475 арийских могил, датированных 1520—170 годами до н. э., и два конских скелета.
30 мая 2009 года пакистанские войска восстановили контроль над городом, который был в руках талибов с марта 2009 года.

## Население
| 1961 | 1972   | 1981   | 1998    | 2012    |
| ---- | ------ | ------ | ------- | ------- |
| 0    | 51 117 | 88 078 | 174 469 | 231 370 |

## Известные уроженцы
- Газала Джавед — пакистанская певица, застреленная бывшим мужем.
- Малала Юсуфзай — пакистанская правозащитница, лауреат Нобелевской премии мира.